# Koloriāng
Koloriāng är en ort i Indien.   Den ligger i delstaten Arunachal Pradesh, i den östra delen av landet, 1 600 km öster om huvudstaden New Delhi. Koloriāng ligger 1 141 meter över havet och antalet invånare är 1 971.
Terrängen runt Koloriāng är huvudsakligen mycket bergig. Koloriāng ligger nere i en dal som går i öst-västlig riktning. Runt Koloriāng är det glesbefolkat, med 16 invånare per kvadratkilometer. Det finns inga andra samhällen i närheten. I omgivningarna runt Koloriāng växer i huvudsak blandskog.